# Jan Kuna
Jan Kuna (ps. Marten lub de Marten - od ang. nazwa kuny) (ur. ok. 1559 r.- zm. 24 lutego 1599 r.) – postać fikcyjna, gdański kaper w służbie angielskiej, francuskiej i polskiej, bohater książek Janusza Meissnera.

## Biografia bohatera
Jan Kuna urodził się około 1559 roku w Gdańsku w rodzinie kapra Mikołaja Kuny. Dzieciństwo spędza na okręcie ojca, początkowo na kodze Czarny Gryf, następnie fregacie Zephyr.
Po zatargu z członkiem senatu gdańskiego, Zygfrydem Wedecke, zmuszony zostaje wraz z ojcem do ucieczki z rodzinnego miasta. Z inicjatywy Wedecke najpierw został zamordowany brat Jana, Karol a następnie jego matka, Katarzyna. Karol Kuna był truxmanem na okręcie pozostającym w służbie króla polskiego Stefana Batorego. Na skutek sztormu okręt był zmuszony do schronienia się u brzegów Gdańska. Po nocy spędzonej na kotwicy marynarze zostali wysłani do miasta po żywność, którą ostatecznie ukradli. Miało to być kilka kur i jajek. Ostatecznie za ten czyn marynarze zostali skazani na śmierć przez powieszenie i ścięcie toporem. Ofiarą była również Katarzyna, która została oskarżona o czary. Wskutek tego w 1568 roku Jan Kuna uciekł z Polski ze swoim ojcem Mikołajem. Po śmierci ojca, w wieku 18 lat przejął dowództwo nad Zephyrem. Początkowo służył jako kaper w służbie niderlandzkiej, następnie za namową Salomona White'a, dowódcy statku Ibex, przyjmuje patent korsarski od królowej Elżbiety I.
Jego kariera jako korsarza zaczęła się w chwili, gdy uratował z opresji najbardziej znanego pirata angielskiego Francisa Drake'a. W czasie bitwy z portugalskim okrętem uwolniony został późniejszy przyjaciel Martena, kawaler Ryszard de Belmont. Za jego namową Marten wypłynął na wyprawę na Morze Karaibskie. Tam też rozpoczął walkę z nowym wrogiem, admirałem Blasco de Ramirezem, który zniszczył przystań piratów w Amaha.
Po powrocie z wyprawy, która przyniosła Martenowi ogromny majątek, zamieszkał on w swojej posiadłości w Greenwich. Kłopoty finansowe zmusiły go do powrotu do pirackiego życia. Wziął udział w rozbiciu Wielkiej Armady i wyprawie na Kadyks w 1596 roku. Po zdobyciu miasta schwytał swojego wroga Ramireza, którego upokorzył i ograbił. Zdobył również miłość narzeczonej Ramireza - Marii Franceski de Vizelle. Wtedy też przeszedł na służbę króla Francji. Nieudana przygoda zakończyła się powrotem do Polski, gdzie został kaprem Zygmunta III. Brał udział w bitwie kalmarskiej w 1598 roku, gdzie jego okręt doznał poważnych uszkodzeń.
W Gdańsku wymierzył sprawiedliwość za krzywdy swej rodziny na synu Zygfryda Wedecke - Gothardzie. Oskarżony o jego zabicie, opuszczony przez kochankę, zdradzony przez swego byłego współpracownika Henryka Schultza, został skazany przez przekupiony senat gdański na ścięcie toporem. Miłość Martena z lat dziecinnych, Jadwiga Grabińska (z domu Paliwoda), urządziła mu cichy pogrzeb.
W końcu powieści jeden marynarzy Martena, Hermann Stauffl, wysadził wystawionego na licytację Zephyra w powietrze, by ten nie dostał się w obce ręce. Reszta członków załogi przeszła na służbę polską, a Maria Francesca de Vizelle powróciła z nowym mężem Stanisławem Opackim do Hiszpanii.

## Marynarze Zephyra
- Percy Burnes ps. Sloven - bosman na Zephyrze, pochodził z miasta Hastings. Znany z niechęci do mycia i ładnego głosu, Winny śmierci Cyrulika,
- Stefan Grabiński - sternik i porucznik (pierwszy oficer) Zephyra w trzeciej części powieści, syn Jadwigi Grabińskiej i Jana z Grabin, kapra Stefana Batorego. Zginął zastrzelony w Gdańsku przez Gotharda Wedecke,
- Marcin Knoch ps. Klops - bosman, po śmierci Tessariego zostaje starszym bosmanem,
- Tomasz Pociecha - główny bosman, dowódca artylerii, zginął w czasie bitwy kalmarskiej od przypadkowej kuli,
- Herman Stauffl - żaglomistrz, słynął z rzucania nożami. Zginął podpalając Zephyra, jego ciało wypłynęło z Motławy kilka tygodni później,
- Leonardo Tessari zwany Cyrulikiem - Włoch, starszy bosman Zephyra. Mentor i przyjaciel Stefana Grabińskiego. W czasie bitwy kalmarskiej podpala wrogi okręt ratując Zephyra i jego załogę przed zagładą, sam zginął, również za sprawą zazdrosnego Percy Burnesa, który mógł go uratować od śmierci, ale nie próbował,
- Broer Worst - cieśla okrętowy, Holender, po śmierci Martena jako jedyny nie pozostał w Gdańsku i wrócił do rodzinnego Rotterdamu,
- Henryk Schultz – początkowo szturman Zephyra, a następnie kupiec, który za wszelką cenę próbował przejąć Zephyra od Martena. Na skutek jego intrygi Blasco de Ramirez odkrył kryjówkę Martena w Amaha. Później zdradza Martena senatowi gdańskiemu.

## Zephyr- opis okrętu

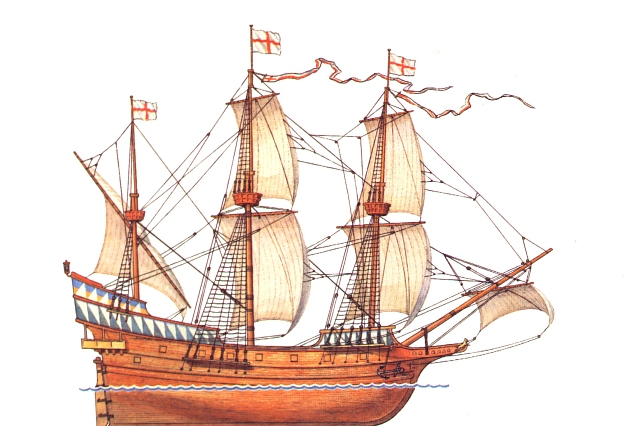
Tak mógł wyglądać Zephyr

Został on wybudowany w Elblągu w 1570 roku przez Wincentego Skórę. Tak autor opisuje wygląd okrętu w drugiej części trylogii pt. "Czerwone krzyże":

(...)Jego okręt, odnowiony, świeżo pomalowany, z pięknie złoconym galionem wyobrażającym skrzydlatego boga lekkich wiatrów, nie stracił nic ze swych wspaniałych zalet, choć liczył sobie już przeszło osiemnaście lat od chwili spuszczenia na wodę w Elblągu. Nie darmo dziadek Jana, Wincenty Skóra, miał opinię najlepszego szkutnika w Polsce; nie darmo przez dziesięć lat budował ten okręt, wybierając na jego stępkę i wręgi najprzedniejsze dębowe belki bez jednego sęka, wysuszone jeszcze przed ślubem córki z Mikołajem Kuną. Najśmiglejsze sosny z borów pomorskich poszły na maszty i reje „Zephyra"; stuletni klon — na ster; ręcznie kute przez Cyganów miedziane i mosiężne sztaby, złącza, klamry i gwoździe — na wzmocnienie karawelowego poszycia ze smolnego, twardego drewna. Żaden inny okręt w tym czasie nie miał więcej niż trzy prostokątne żagle na foku i grotmaszcie; „Zephyr" miał ich po pięć. Mikołaj Kuna zaopatrzył go w kliwry i sztaksle wynalezione przez żeglarzy niderlandzkich, a Marten uzupełnił tę piramidę płótna żaglami własnego pomysłu. Gdy tak uskrzydlony „Zephyr" pędził wpół wiatru pochylając się na burtę i rozcinając krótkie spienione fale La Manche (...) na tle obłoków łopotał długi, jaskrawy wympel wojenny u szczytu grotmasztu, a
czarna bandera ze złotą kuną wiła się na foku — zaiste mógł budzić zachwyt w oczach każdego marynarza.(...)

Zephyr był pięknym żaglowcem, zachwycała się nim królowa Elżbieta I, pragnął go zdobyć Henryk Schultz. Była to jedyna rzecz, której Marten nie chciał się wyzbyć. Wierna mu załoga nie dopuściła, aby dostał się w obce ręce.
Jednym z błędów autora - Janusza Meissnera był fakt, że w opisie Zephyra zawarł on stwierdzenie, że okręt posiadał koło sterowe. W rzeczywistości w czasie, gdy dzieje się akcja powieści, koło sterowe nie było jeszcze znane - po raz pierwszy odnotowano jego istnienie w 1704 r., a więc ponad sto lat później.